# Persone di nome Charles/Pittori
| Questa pagina contiene informazioni ricavate automaticamente dalle voci biografiche con l'ausilio del template Bio e di un bot. L'aggiornamento è periodico e automatico e ricostruisce completamente la pagina. Se manca una persona in questa lista, sei pregato di non aggiungerla, ma accertati piuttosto che la sua voce biografica contenga il template Bio e che i dati anagrafici siano correttamente compilati. Se il template Bio manca, inseriscilo tu stesso o, in alternativa, metti l'avviso {{tmp\|Bio}} che ne segnala la mancanza. Se i dati riportati sono sbagliati, correggi direttamente la voce biografica; le modifiche saranno visibili in questa lista entro pochi giorni. Per chiarimenti vedi il progetto antroponimi. La lista contiene solo le 86 persone che sono citate nell'enciclopedia e per le quali è stato implementato correttamente il template Bio. Pagina aggiornata al 7 apr 2025. |

Questa è una lista di persone presenti nell'enciclopedia che hanno il nome Charles e sono pittori.

## A(2)
- Charles Louis Acar, pittore belga (Oudenaarde, n. 1804 - Bruxelles, † 1877)
- Charles Joseph Auriol, pittore svizzero (Ginevra, n. 1778 - Satigny, † 1834)

## B(7)
- Charles Burton Barber, pittore inglese (Great Yarmouth, n. 1845 - Londra, † 1894)
- Charles Bargue, pittore e litografo francese (Parigi, n. 1826 - Parigi, † 1883)
- Charles Emmanuel Biset, pittore fiammingo (Malines, n. 1633 - Breda)
- Chaz Bojorquez, pittore e writer statunitense (Los Angeles, n. 1949)
- Charles Bouleau, pittore, incisore e saggista francese (Parigi, n. 1906 - Issy-les-Moulineaux, † 1987)
- Charles-Marie Bouton, pittore francese (Parigi, n. 1781 - Parigi, † 1853)
- Charles Bridges, pittore britannico (Northamptonshire, n. 1672 - Barton Seagrave, † 1747)

## C(9)
- Charles Camoin, pittore francese (Marsiglia, n. 1879 - Parigi, † 1965)
- Charles Michel-Ange Challe, pittore, disegnatore e architetto francese (Parigi, n. 1718 - Parigi, † 1778)
- Eugène Chaperon, pittore francese (Parigi, n. 1857 - Parigi, † 1938)
- Charles Chaplin, pittore e incisore francese (Les Andelys, n. 1825 - Parigi, † 1891)
- Camille Chazal, pittore francese (Parigi, n. 1825 - Parigi, † 1875)
- Charles Caryl Coleman, pittore statunitense (Buffalo, n. 1840 - Capri, † 1928)
- Charles Allston Collins, pittore e scrittore inglese (Londra, n. 1828 - Londra, † 1873)
- Charles Conder, pittore inglese (Tottenham, n. 1868 - Londra, † 1909)
- Charles Cottet, pittore francese (Le Puy-en-Velay, n. 1863 - Parigi, † 1925)

## D(8)
- Carolus-Duran, pittore francese (Lilla, n. 1837 - Parigi, † 1917)
- Charles Dauphin, pittore francese (Nancy - Torino, † 1677)
- Charles Demuth, pittore statunitense (Lancaster, n. 1883 - Lancaster, † 1935)
- Charles Alphonse Du Fresnoy, pittore e scrittore francese (Parigi, n. 1611 - Villiers-le-Bel, † 1668)
- Charles François Lacroix, pittore francese (Marsiglia, n. 1700 - Berlino)
- Charles de Coubertin, pittore e nobile francese (Parigi, n. 1822 - Parigi, † 1908)
- Charles de Groux, pittore, illustratore e incisore belga (Comines, n. 1825 - Saint-Josse-ten-Noode, † 1870)
- Charles de Steuben, pittore francese (Bauerbach, n. 1780 - † 1856)

## E(3)
- Charles Lock Eastlake, pittore e scrittore inglese (Plymouth, n. 1793 - Pisa, † 1865)
- Charles Eisen, pittore, incisore e disegnatore francese (Valenciennes, n. 1720 - Bruxelles, † 1778)
- Charles Errard, pittore, architetto e incisore francese (Nantes, n. 1606 - Roma, † 1689)

## F(5)
- Charles Fayod, pittore svizzero (Bex, n. 1857 - Losanna, † 1932)
- Charles Filiger, pittore francese (Thann, n. 1863 - Plougastel, † 1928)
- Charles Frechon, pittore francese (Blangy-sur-Bresle, n. 1856 - Rouen, † 1929)
- Charles Edwin Fripp, pittore e illustratore britannico (Londra, n. 1854 - Montreal, † 1906)
- Charles Henry Fromuth, pittore statunitense (Filadelfia, n. 1858 - Concarneau, † 1937)

## G(3)
- Charles Allan Gilbert, pittore statunitense (Hartford, n. 1873 - New York, † 1929)
- Charles Giron, pittore svizzero (Ginevra, n. 1850 - Genthod, † 1914)
- Charles Gore, pittore inglese (Lincolnshire, n. 1729 - Weimar, † 1807)

## H(6)
- Charles Napier Hemy, pittore inglese (Newcastle upon Tyne, n. 1841 - Falmouth, † 1917)
- Charles Hermans, pittore belga (Bruxelles, n. 1839 - Mentone, † 1924)
- Charles Howard Hodges, pittore e incisore inglese (Londra, n. 1764 - Amsterdam, † 1837)
- Charles Holmes, pittore, editore e scrittore inglese (n. 1868 - † 1936)
- Charles Holroyd, pittore inglese (Leeds, n. 1861 - Londra, † 1917)
- Charles François Hutin, pittore, incisore e scultore francese (Parigi, n. 1715 - Dresda, † 1776)

## J(1)
- Charles Jalabert, pittore francese (Nîmes, n. 1819 - Parigi, † 1901)

## K(2)
- Charles Napier Kennedy, pittore britannico (Londra, n. 1852 - St Ives, † 1898)
- Charles-François Knébel, pittore svizzero (La Sarraz, n. 1810 - Roma, † 1877)

## L(11)
- Charles de La Fosse, pittore francese (Parigi, n. 1636 - Parigi, † 1716)
- Charles Landelle, pittore francese (Laval, n. 1821 - Chennevières-sur-Marne, † 1908)
- Charles Paul Landon, pittore e critico d'arte francese (Nonant-le-Pin, n. 1760 - Parigi, † 1826)
- Charles Landseer, pittore inglese (Londra, n. 1799 - Londra, † 1893)
- Charles Laval, pittore francese (Parigi, n. 1862 - Il Cairo, † 1894)
- Charles Le Brun, pittore e decoratore francese (Parigi, n. 1619 - Parigi, † 1690)
- Charles Leickert, pittore belga (Bruxelles, n. 1816 - Magonza, † 1907)
- Charles Amable Lenoir, pittore francese (Châtelaillon, n. 1860 - Parigi, † 1926)
- Charles Robert Leslie, pittore statunitense (Londra, n. 1794 - Londra, † 1859)
- Charles Longueville, pittore e incisore francese (Lamballe, n. 1829 - Lorient, † 1899)
- Charles Léandre, pittore e litografo francese (Champsecret, n. 1862 - Parigi, † 1934)

## M(8)
- Charles Maurin, pittore e incisore francese (Le Puy-en-Velay, n. 1856 - Grasse, † 1914)
- Charles Mellin, pittore francese (Nancy - Roma, † 1649)
- Charles Meynier, pittore francese (Parigi, n. 1768 - Parigi, † 1832)
- Auguste Migette, pittore e disegnatore francese (Treviri, n. 1802 - Longeville-lès-Metz, † 1884)
- Charles William Mitchell, pittore inglese (Newcastle upon Tyne, n. 1854 - † 1903)
- Charles Monnet, pittore, disegnatore e illustratore francese (Parigi, n. 1732 - Parigi, † 1819)
- Charles Moulin, pittore francese (Lilla, n. 1869 - Isernia, † 1960)
- Charles Mozin, pittore, disegnatore e litografo francese (Parigi, n. 1806 - Trouville-sur-Mer, † 1862)

## N(2)
- Carlo Nangeroni, pittore e scenografo statunitense (New York, n. 1922 - Milano, † 2018)
- Charles Nègre, pittore e fotografo francese (Grasse, n. 1820 - Grasse, † 1880)

## P(4)
- Charles Parrocel, pittore, disegnatore e incisore francese (Parigi, n. 1688 - Parigi, † 1752)
- Charles Willson Peale, pittore e orologiaio statunitense (Chestertown, n. 1741 - Filadelfia, † 1827)
- Charles Olivier de Penne, pittore francese (Parigi, n. 1831 - Bourron-Marlotte, † 1897)
- Charles Edward Perugini, pittore inglese (Napoli, n. 1839 - Londra, † 1918)

## R(4)
- Charles Ricketts, pittore e scrittore svizzero (Ginevra, n. 1866 - † 1931)
- Charles Roka, pittore ungherese (Ungheria, n. 1912 - Bærum, † 1999)
- Charles Rollier, pittore svizzero (Milano, n. 1912 - Ginevra, † 1968)
- Charles Marion Russell, pittore statunitense (Saint Louis, n. 1864 - Great Falls, † 1926)

## S(6)
- Charles Sellier, pittore francese (Nancy, n. 1830 - Nancy, † 1882)
- Charles Haslewood Shannon, pittore e incisore inglese (Sleaford, n. 1863 - Kew, † 1937)
- Charles Sheeler, pittore e fotografo statunitense (Filadelfia, n. 1883 - Dobbs Ferry, † 1965)
- Charles Soubre, pittore belga (Liegi, n. 1821 - Liegi, † 1895)
- Charles Sprague Pearce, pittore statunitense (Boston, n. 1851 - Auvers-sur-Oise, † 1914)
- Adrian Scott Stokes, pittore inglese (Southport, n. 1854 - Londra, † 1935)

## T(3)
- Charles Temple Dix, pittore statunitense (Albany, n. 1838 - Roma, † 1873)
- Charles Thévenin, pittore francese (Parigi, n. 1764 - Parigi, † 1838)
- Charles Turner, pittore statunitense (Newburyport, n. 1848 - Boston, † 1908)

## V(2)
- Charles Verlat, pittore, docente e incisore belga (Anversa, n. 1824 - Anversa, † 1890)
- Émile Vernet-Lecomte, pittore francese (n. 1821 - † 1900)